# Rhombenwanze

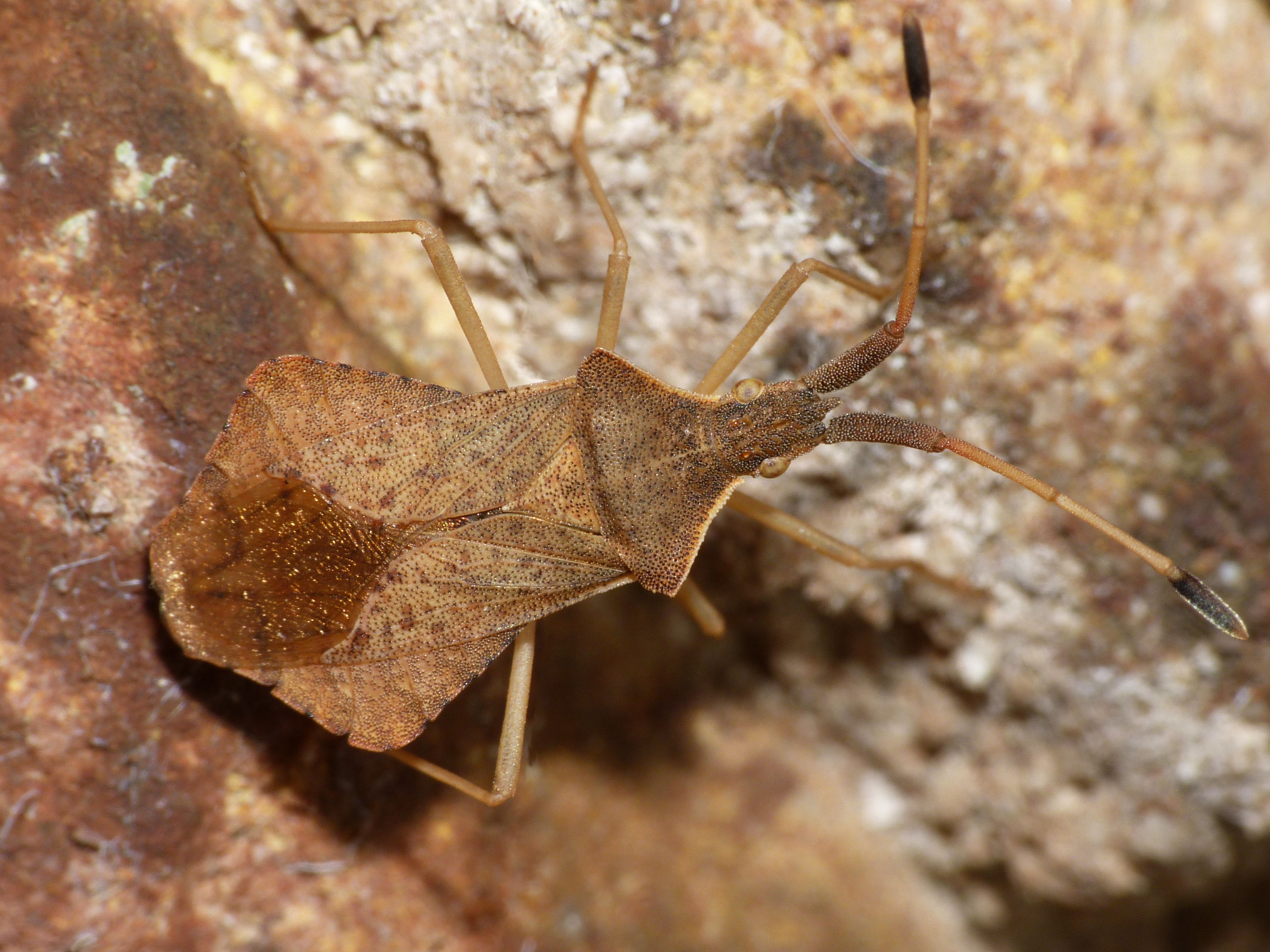
Syromastus rhombeus – Dorsalansicht

Die Rhombenwanze (Syromastus rhombeus), auch Rautenwanze genannt, ist eine Wanze aus der Familie der Randwanzen (Coreidae). Sie ist der einzige Vertreter der Gattung Syromastus und kommt in der Paläarktis vor.

## Merkmale
Diese Wanzen erreichen Körperlängen zwischen 9,5 und 11,5 Millimeter. Der Körper ist lehmgelb bis gelbbraun gefärbt und besitzt zahlreiche feine, dunkelbraune Punktgruben. Charakteristisches Merkmal der Art ist der seitlich deutlich rhombisch verbreiterte Hinterleib. Das Connexivum ist an der breitesten Stelle mehr als doppelt so breit wie der Clavus. Dies gab der Art ihren Namen. Die vorderen Seiten des Halsschildes sind weißlich gefärbt. Das erste Fühlerglied ist dreikantig, gelbbraun und dicht gekörnelt. Das zweite Fühlerglied ist ebenso dreikantig und rötlich. Das dritte Fühlerglied ist rund und rötlich. Das vierte Fühlerglied ist spindelförmig und schwarz. Die Fühlerhöcker haben innen keinen Fortsatz. Der Tylus ist nach vorne verlängert. Die Wangen sind von oben nicht sichtbar. Die Kopfseiten hinter den Augen sind mit je einem spitzen Höcker versehen.

## Vorkommen
Die Art kommt in Europa vom Süden Skandinaviens bis ins Mittelmeergebiet weit verbreitet und häufig vor. Sie sind im Flachland des Nordens seltener als in den Mittelgebirgen Mitteleuropas. Man findet sie überall an warmen Standorten auf Nelkengewächsen (Caryophyllaceae) wie etwa auf Spark (Spergula), Hornkräutern (Cerastium), Nelken (Dianthus), Leimkräutern (Silene), Bruchkräuter (Herniaria) und Sandkräutern (Arenaria).

## Lebensweise
Die Tiere saugen den Pflanzensaft ihrer Wirtspflanzen. Die Larven findet man meist am Boden, die Imagines sitzen auf den Pflanzen und fliegen bei günstigen Bedingungen umher. Die Rhombenwanze überwintert als Imago im trockenen Bodenstreu, unter Gehölzen oder in Grashorsten, gelegentlich auch weitab ihrer Wirtspflanzen. Die Paarung findet nach der Überwinterung von Ende April bis Anfang Juni statt. Die Weibchen legen danach ihre Eier entweder an den Stängeln ihrer Wirtspflanzen oder im Streu unterhalb der Pflanzen ab. Die daraus schlüpfenden Larven entwickeln sich zwischen Juni und September, die Imagines der neuen Generation findet man in einer langen Zeitspanne zwischen Ende Juli und Oktober.